# Église Saint-Michel de Roubaix
L'église Saint-Michel est une église de Roubaix en France. Elle est devenue le 7 mai 2021 l'église orthodoxe Saint-Jean-Baptiste. Le culte dépend désormais de la Métropole orthodoxe roumaine d'Europe occidentale et méridionale de l'Église orthodoxe roumaine. Elle se trouve 17 avenue Linné.

## Histoire
L'église est bâtie en style romano-byzantin en 1924-1927 par l'architecte Alfred Nasousky (1864-1943) dans un quartier ouvrier, le Pont-Rouge, à l'initiative de l'abbé Boulanger sur des fonds privés et par souscription. Une première chapelle provisoire avait déjà été construite en 1911. C'est aujourd'hui le bâtiment central de l'école Marie-Auxiliatrice. L'architecture de la nouvelle église définitive Saint-Michel mêlant briques et pierre reconstituée (ancêtre du béton armé) est remarquable et rappelle l'architecture semi-industrielle. L'église est bénie le 29 novembre 1927.
Le quartier, devenu quartier « difficile », avec une forte population non chrétienne depuis une trentaine d'années, manque de pratiquants réguliers. Le diocèse, qui n'a plus les moyens de l'entretenir ni de la chauffer, décide donc de fermer l'église à la fin de l'année 2014, sauf une chapelle latérale sera utilisée pour une messe le vendredi soir. Finalement l'église est proposée  aux orthodoxes roumains en 2021 pour un bail de 100 ans.

## Description
L'église Saint-Michel, dédiée à l'archange saint Michel, est à trois nefs de style romano-byzantin. C'est l'unique église de Roubaix de ce style Art déco inspiré de l'art gréco-byzantin. Son plafond est formé de voûtes en berceau. Au-dessus du maître-autel se trouve une grande statue de saint Michel. Les vitraux Art déco figurent des anges. Ceux de la nef sont au nombre de quarante-huit en rosace au diamètre d'1,5 mètre; les deux du chœur mesurent 4,5 mètres de hauteur; les six vitraux du transept représentent les archanges en action. Ils sont tous l'œuvre du maître-verrier J.-J. Vosch de Montreuil et sont posés entre 1932 et 1936. Le mobilier d'origine est remarquable. On distingue un grand crucifix de bois.
Une partie du mobilier (statues, stalles, autel, ambons) a été transférée vers l’église Saint-Nicolas de Zuydcoote qui avait subi en 2016 de nombreux dégâts matériels.